# Nancy Gutiérrez
Nancy Gutiérrez (2 de junho de 1987) é uma futebolista mexicana que atua como defensora.

## Carreira
Nancy Gutiérrez representou a Seleção Mexicana de Futebol Feminino, nas Olimpíadas de 2004. 